# Weiss Point
Weiss Point är en udde i Antarktis. Den ligger i Sydshetlandsöarna. Argentina, Chile och Storbritannien gör anspråk på området.
Terrängen inåt land är huvudsakligen kuperad, men söderut är den platt. Havet är nära Weiss Point söderut. Trakten är glest befolkad. Närmaste befolkade plats är Commandante Ferraz Station, 2,0 kilometer sydost om Weiss Point. 